# Визуална комуникация
Визуалната комуникация е процес на предаване на идеи и информация чрез визуални елементи като изображения, графики, цветове, шрифтове и други. Тя намира приложение в области като социални мрежи, културна, политическа, икономическа и научна сфера на влияние.
Средства за визуална комуникация са постерите, билбордовете, мултимедийните презентации, защото всички те включват визуални инструменти, които предават съобщение.